# 1805
1805 (MDCCCV) fue un año común comenzado en martes según el calendario gregoriano.

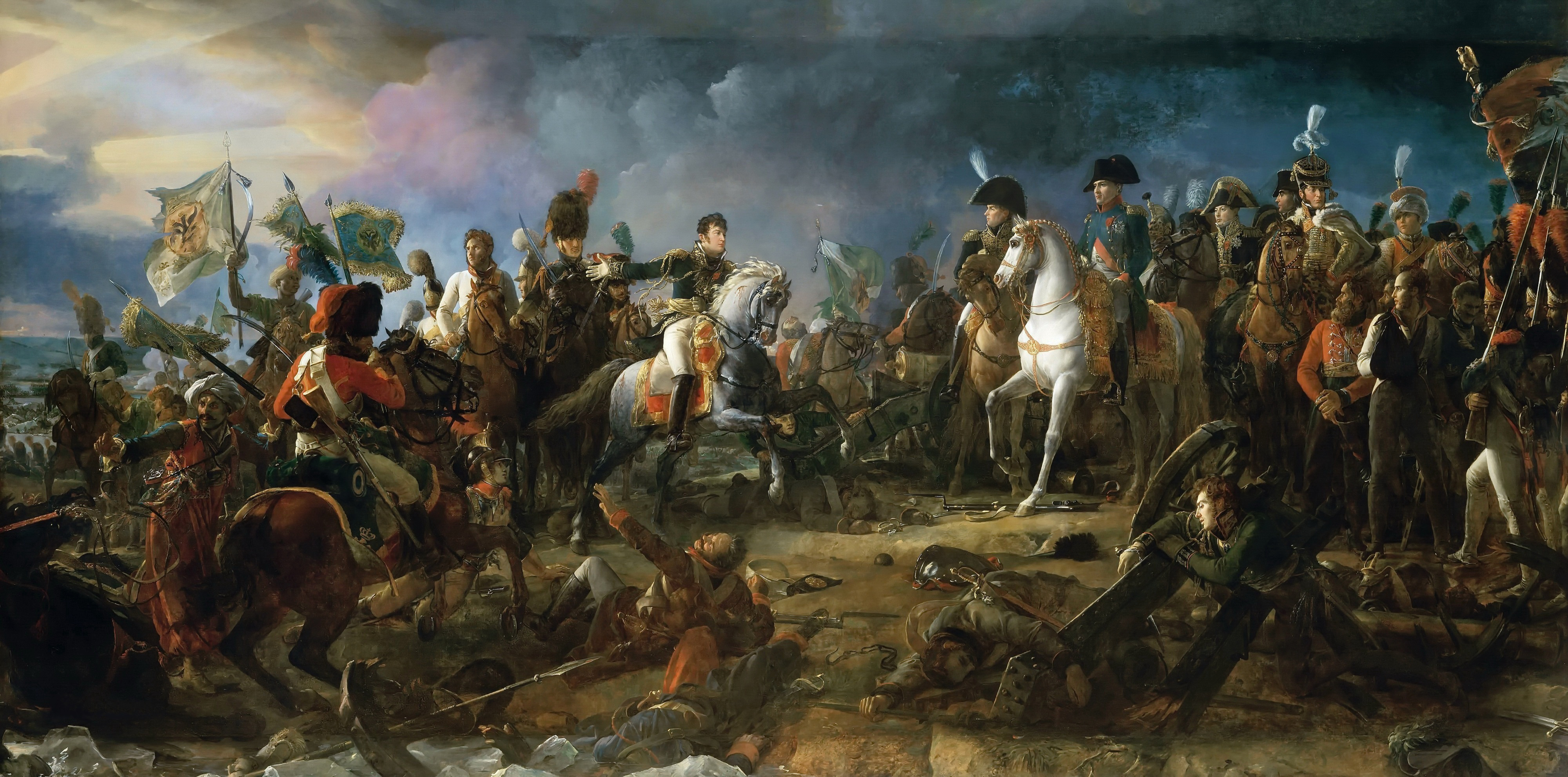
La victoria de Napoleón en Austerlitz.

## Acontecimientos

### Enero
- 4 de enero: España y Francia firman un acuerdo de ayuda militar y naval para invadir Gran Bretaña.
- 11 de enero: en los Estados Unidos de América se crea el Territorio de Míchigan.

### Febrero
- 10 de febrero: Se suprimen por decreto las corridas de toros en España.
- 15 de febrero: en la colonia alemana de Harmony (estado de Pensilvania), el predicador luterano alemán George Rapp (1757-1847) funda una nueva iglesia, la Harmony Society (‘sociedad armonía’): «Yo soy el profeta y he sido llamado a serlo».
- 26 de febrero (Martes de Carnaval): Primera Fiesta del árbol del mundo realizada en el municipio español de Villanueva de la Sierra (Cáceres)

### Marzo
- 4 de marzo: Thomas Jefferson jura como Presidente de los Estados Unidos de América para un segundo periodo.

### Abril
- 1 de abril: Se publicó el primer periódico diario de Nueva España titulado Diario de México.
- 27 de abril: Batalla de Derna en la primera guerra berberisca.

### Mayo
- 26 de mayo: En la Catedral de Milán, Napoleón I se corona rey de Italia con la Corona de Hierro de Lombardía.

### Junio
- 1 de junio: Mehmet Alí es nombrado Pachá de Egipto.
- 11 de junio: Incendio de Detroit.
- 13 de junio: La expedición de Lewis y Clark llega a las cataratas del río Misuri.
- 16 de junio: El municipio de Honda (Tolima) en Colombia, sufre un terremoto causando la destrucción de edificios, casas, puentes, etc.

### Julio
- 22 de julio: Batalla del Cabo Finisterre.
- 26 de julio: Un terremoto de 6,6 sacude la localidad italiana de Isernia dejando un saldo de 5.500 muertos.

### Agosto
- 9 de agosto: Se completa la Tercera Coalición con la incorporación de Austria.
- 15 de agosto: Roma: El libertador latinoamericano Simón Bolívar, jura en el Monte Sacro, la libertad de su patria y de América.
- 20 de agosto: El almirante Villeneuve se guarece en Cádiz con la flota franco-española.
- 25 de agosto: Napoleón ordena el abandono del campamento de Boulogne (finaliza el 3 de septiembre) y se dirige hacia el Rin.

### Septiembre
- 10 de septiembre: El general austriaco Mack ocupa Ulm, tras la invasión de Baviera.
- 24 de septiembre: La «Grande Armée d'Allemagne» comienza a cruzar el Rin, penetrando en Alemania.
- 30 de septiembre: El ejército de Napoleón invade el Valle del Rin.

### Octubre
- 8 de octubre: Los franceses ganan la Batalla de Wertingen.
- 11 de octubre: El general Pierre-Antoine Dupont de l'Étang vence en la Batalla de Haslach-Jungingen a las tropas austriacas del mariscal Karl Mack von Leiberich.
- 14 de octubre: El mariscal francés Michel Ney vence en la batalla de Elchingen a las tropas del general de la caballería austriaca Johann Sigismund Riesch. El mariscal Karl Mack von Leiberich retira sus últimas fuerzas sobre Ulm.
- 17 de octubre: Napoleón derrota a los austríacos en la batalla de Ulm.
- 20 de octubre: El ejército de Karl Mack von Leiberich se rinde en Ulm.
- 21 de octubre: Batalla de Trafalgar: Una flota combinada franco-española es derrotada por la Armada inglesa al mando de Nelson.
- 26 de octubre: Napoleón lanza la persecución del Mariscal de Campo ruso Mijaíl Kutúzov.
- 28 de octubre: El mariscal de campo André Masséna combate en la batalla de Caldiero en el norte de Italia (hasta el día 31) y derrota al archiduque Carlos de Austria-Teschen.

### Noviembre
- 7 de noviembre: La expedición de Lewis y Clark llega al océano Pacífico.
- 11 de noviembre: Las aisladas fuerzas francesas vencen en la batalla de Dürenstein en la orilla norte del Danubio.
- 12 de noviembre: El príncipe Joaquín Murat ocupa Viena y captura el puente principal por medio de un engaño.
- 15 de noviembre: El general Piotr Bagration engaña al príncipe Joaquín Murat para firmar un armisticio en la Batalla de Hollabrunn.
- 16 de noviembre: Los franceses rompen el armisticio de la Batalla de Hollabrunn.
- 20 de noviembre: El mariscal de campo Mijaíl Kutúzov se une al general Friedrich Wilhelm von Buxhoeveden y al zar Alejandro I cerca de Olmütz.
- 23 de noviembre: Napoleón detiene la persecución francesa en Brünn.
- 30 de noviembre: Las tropas francesas abandonan Austerlitz y los altos de Pratzen para atraer al enemigo.

### Diciembre
- 1 de diciembre: Los rivales ocupan posiciones de batalla. El mariscal de campo Jean-Baptiste Bernadotte y el I Cuerpo de Ejército llegan de Iglau; elementos de vanguardia del Mariscal de Campo Louis Nicolas Davout del III Cuerpo de Ejército se aproximan desde Viena.
- 2 de diciembre: Batalla de Austerlitz
- 31 de diciembre: Francia regresa al Calendario Gregoriano.

### Sin fecha
- Invención del refrigerador por Oliver Evans.
- Se aísla la morfina del opio.
- John Dalton expone la teoría atómica.

## Nacimientos

### Marzo
- 7 de marzo: Juana de Vega, escritora española (f. 1872).

### Abril
- 2 de abril: Hans Christian Andersen, escritor danés (f. 1875).

### Junio
- 9 de junio: José Trinidad Cabañas, militar, presidente y prócer de Honduras (f. 1871).
- 22 de junio: Juan Arolas, poeta español (f. 1849).

### Julio
- 5 de julio: Robert Fitz Roy, marino y meteorólogo británico (f. 1865).
- 8 de julio: Luigi Ricci, compositor italiano (f. 1859).
- 29 de julio: Alexis de Tocqueville, pensador francés (f. 1859).

### Agosto
- 16 de agosto: Amancio Alcorta, político, músico y compositor argentino (f. 1862).

### Septiembre
- 18 de septiembre: Francesco Carrara, jurisconsulto, penalista y profesor italiano (f. 1888).

### Noviembre
- 1 de noviembre: Alessandro Nini, compositor italiano (f. 1880).
- 14 de noviembre: Fanny Mendelssohn, compositora y pianista alemana (f. 1847).
- 30 de noviembre: Georges François Reuter, naturalista francés (f. 1872).

### Diciembre
- 6 de diciembre: Jean Eugène Robert-Houdin, ilusionista francés (f. 1871).
- 9 de diciembre: Tomás Villalba, Presidente de Uruguay (f. 1886).
- 23 de diciembre: Joseph Smith, religioso estadounidense (f. 1844).

## Fallecimientos

### Febrero
- 6 de febrero: Antonio de la Torre y Miranda, militar español (n. 1734)

### Mayo
- 9 de mayo: Friedrich von Schiller, poeta, dramaturgo, filósofo e historiador alemán (n. 1759).
- 12 de mayo: Ferdinand von Hompesch zu Bolheim, Gran maestre de la Orden de Malta (n. 1744).
- 28 de mayo: Luigi Boccherini, compositor y músico italiano (n. 1743).

### Julio
- 10 de julio: Thomas Wedgwood científico, inventor y fotógrafo (n. 1771).

### Octubre
- 16 de octubre: Muere la Valide Mihr-î-Şâh Sultan o Mihrîşâh Valide Sultan, consorte de Mustafá III y Madre de Selim III.
- 21 de octubre: Horatio Nelson, militar británico (n. 1758)
- 21 de octubre: Dionisio Alcalá Galiano, científico y marino español (n. 1760)

### Diciembre
- 23 de diciembre: Geneviève Thiroux d’Arconville, escritora y anatomista francesa (n. 1720).